# Mambo, Lula i piraci
Mambo, Lula i piraci (tytuł oryg. Marco Macaco) – duński film animowany z 2012 roku w reżyserii Jana Rahbeka. Wyprodukowany przez SF Film.
Światowa premiera filmu miała miejsce 11 października 2012 roku, natomiast w Polsce premiera filmu odbyła się 10 maja 2013 roku.

## Opis fabuły
Szympans Mambo należy do plażowego patrolu na karaibskiej wyspie pod rządami prezydenta Małpiozo. Oficer skrycie kocha się w pięknej przedstawicielce swojego gatunku, Luli, która zdaje się nie zauważać jego uczuć i traktuje go tylko jak przyjaciela. Utalentowana Lula od dziecka marzy o karierze estradowej. Jej nadzieje wreszcie mogą się spełnić, gdy na plaży powstaje olbrzymie kasyno. Właściciel nowego centrum rozrywki, inna małpa – czarujący Carlo – od razu proponuje Luli angaż i próbuje ją uwieść. Za jego namową artystka rzuca się w wir pracy na autorskim taneczno-wokalnym show. Kapitan Mambo podejrzewa jednak, że tajemniczy Carlo nie jest tym, za kogo się podaje i że ma wobec Luli ukryte plany. Strażnik szybko dowiaduje się strasznej prawdy o inwestorze. Od tej chwili grozi mu poważne niebezpieczeństwo. Na jego życie dybią goryle Carla, a biznesmen systematycznie zalewa mieszkańców wyspy tandetnym disco polo...

## Obsada
- Peter Frödin – Mambo
- Mille Lehfeldt – Lula
- Rune Tolsgaard – Carlo
- Jess Ingerslev – Prezydent Małpiozo

i inni

## Wersja polska
Polskie słowa w usta bohaterów włożyli przodownicy pracy ze: STUDIA PRL na zlecenie KINO ŚWIAT

Reżyseria: Dariusz Błażejewski

Dialogi: Anna Hausner

Teksty piosenek: Marek Robaczewski

Kierownictwo muzyczne: Piotr Gogol

Nagranie i montaż dialogów, zgranie dźwięku: Kamil Sołdacki

Współpraca:
- Bartek Fukiet,
- Julian Wojcieszczyk,
- Daniel Kurman

Kierownictwo produkcji: Maciej Jastrzębski

Głosów użyczyli:
- Klaudiusz Kaufmann – Mambo
- Katarzyna Pakosińska – Lula
- Zbigniew Zamachowski – Karlo
- Jarosław Boberek – Prezydent Małpiozo
- Mirosław Wieprzewski – kapitan piratów
- Piraci:
  - Jan Kulczycki – Pirat VooDoo
  - Artur Bomert
  - Adam Krylik
  - Piotr Gogol
- Mikołaj Klimek – Osiłek/Strażnik
- Paweł Galia – Facet w kapeluszu
- Wojciech Machnicki – Lokaj
- Franciszek Dziduch – Brzdąc
- Andrzej Blumenfeld – Lektor

oraz:
- Małgorzata Lewińska
- Olga Omeljaniec
- Weronika Łukaszewska
- Dariusz Błażejewski
- Jakub Mróz
- Grzegorz Falkowski
- Jacek Jarzyna

i inni
Piosenki wykonali: Katarzyna Pakosińska, Zbigniew Zamachowski, Klaudiusz Kaufmann, Mirosław Wieprzewski, Jan Kulczycki, Adam Krylik, Artur Bomert oraz Piotr Gogol.